# Хераклиан
Хераклиан (на латински: Heraclianus; на гръцки: Ἡρακλειανὸς, Erakleianòs; * 370; † 7 март 413, Картаген) е генерал на западно римския император Хонорий в Равена.
Хераклиан убива през 408 г. Стилихон и наследява неговото имущество. Направен е от император Хонорий комит (comes), управител на провинция Африка и през 413 г. консул. В Африка той се бунтува и спира житните пратки до Рим. С флотата си навлиза 413 г. по река Тибър и е победен при Utricoli от comes Марин. При бягството му в Африка той е хванат и обявен от император Хонорий за узурпатор. Отсичат му главата на 7 март 413 г. в Картаген.